# Indologia
L'indologia è la disciplina che studia la storia, la cultura e le lingue dell'India, comprendendo fenomeni sia passati sia attuali e contemporanei.

## Storia
Se l'interesse per l'India può essere fatto risalire all'antichità classica, con opere quali Indikà di Arriano o la Geografia di Strabone, nonché le stesse Storie di Erodoto che riservano un certo spazio all'India, l'indologia moderna nasce nel XVIII secolo grazie all'interesse dimostrato dai colonizzatori inglesi per le culture autoctone del subcontinente.
A fine Ottocento, soprattutto in area tedesca, con personaggi come Max Müller lo studio delle antichità vediche e indiane prese piede in Europa sulla scia dell'orientalismo di ambito prettamente ottocentesco. Un significativo anticipatore di questo interesse fu Paolino da San Bartolomeo, al secolo Johann Philipp Wesdin, noto anche come Paulinus von St. Bartholomaus o Paulinus von Heilig Bartholomaus o Paulinus a Sancto Bartholomaeo, un frate carmelitano che scrisse la prima grammatica sanscrita. In Italia Gaspare Gorresio fu il primo titolare di una cattedra di sanscrito presso l'Università di Torino a partire dal 1852.
Il tardo Ottocento fu infatti in Europa e in Italia il periodo d'oro dell'indologia, che si sviluppò soprattutto attraverso l'indagine filologica alimentata dal mito romantico del sanscrito come capostipite delle lingue indoeuropee, specie in Germania, e di un certo gusto per l'esotismo che porterà parimenti allo sviluppo della cineseria: l'attenzione di Schopenhauer per le Upaniṣad e del mondo accademico per le pratiche ritualistiche hindu fa da contraltare al crescente interesse per l'India, che troverà terreno fertile anche nella diffusione della teosofia e, in seguito, nelle idee razziste che facevano degli indiani gli ariani per eccellenza.
Nel corso del Novecento lo studio dell'India si affermò anche in seguito agli avvenimenti che contraddistinsero la storia del paese, quali l'avvento dell'indipendenza e la diffusione in Occidente di fenomeni quali lo yoga e mode e filosofie orientali. La stessa figura di Gandhi e il suo messaggio politico e filosofico, ahiṃsā in particolare, ma anche il vegetarianismo e l'infatuazione per le filosofie orientali di certa New Age hanno di certo influito non solo sulla percezione europea e occidentale in genere dell'India, ma hanno anche mantenuto e alimentato un interesse costante per le culture dell'intero subcontinente indiano.

## Caratteristiche
L'indologia può essere racchiusa nel più ampio ambito dell'orientalistica, sebbene il termine "orientalismo" abbia assunto, dopo la pubblicazione del famoso libro di Edward Said Orientalism, una connotazione negativa: l'utilizzo del termine "indologia" e dell'espressione "studi asiatici" o "studi sud-asiatici", in inglese South Asian Studies, consente anche di staccarsi dalla definizione ormai connotata negativamente di orientalismo.
È possibile distinguere tra un'indologia moderna e un'indologia classica a seconda dell'oggetto e dell'ambito cronologico degli studi. Un punto di riferimento utile può essere quello della lingua: l'indologia classica si occupa dei fenomeni culturali che poggiano sull'antico indoario o sul medioindoario, mentre l'indologia moderna si dedica a quei fenomeni culturali espressi in lingue del neoindoario. L'ancoraggio al sanscrito e alla cultura indoaria è però stato in epoche più recenti superato attraverso un'ampia considerazione tributata alla civiltà della Valle dell'Indo, nonché agli aspetti linguistici e culturali che sono un riflesso di una congerie di popoli e stratificazioni avvenute nel corso dei millenni tra componenti australoidi, popolazioni egeo-mediterranee e "invasori" indoeuropei.

## Oggetto dell'indologia
In particolare, l'indologia include lo studio del sanscrito e delle religioni indiane, induismo e buddhismo soprattutto, ma anche giainismo, sikhismo e islam. Per l'attenzione da sempre dimostrata verso i fenomeni religiosi del subcontinente da parte della cultura europea e occidentale in genere, l'indologia si è concentrata in modo specifico sulla storia delle religioni indiane, sulle letterature, specie quella in vedico, in sanscrito, in pali, in hindi e, più recentemente, in tamil. Ha goduto di grande rilievo la letteratura filosofica e religiosa: opere quali i Brāhmaṇa e le Upaniṣad sono state tre le prime ad essere tradotte in lingue europee e a diventare oggetto di studi specifici.

## Lista di indologi
- Marco della Tomba (1726–1803)
- Anquetil Duperron (1731–1805)
- William Jones (1746–1794)
- Charles Wilkins (1749–1836)
- Colin Mackenzie (1753–1821)
- Dimitrios Galanos (1760–1833)
- Henry Thomas Colebrooke (1765–1837)
- August Wilhelm Schlegel (1767–1845)
- James Mill (1773–1836).
- Horace Hayman Wilson (1786–1860)
- Franz Bopp (1791–1867)
- Duncan Forbes (1798–1868)
- John Muir (1810–1882)
- Edward Balfour (1813–1889)
- Robert Caldwell (1814–1891)
- Alexander Cunningham (1814–1893)
- Hermann Gundert (1814–1893)
- Otto von Bohtlingk (1815–1904)
- Monier Monier-Williams (1819–1899)
- Rudolf Roth (1821–1893)
- Theodor Aufrecht (1822–1907)
- Max Müller (1823–1900)
- Albrecht Weber (1825–1901)
- Oscar Botto (1922-2008)
- Ralph T. H. Griffith (1826–1906)
- Ferdinand Kittel (1832–1903)
- Edwin Arnold (1832–1904)
- Johan Hendrik Caspar Kern (1833–1917)
- Georg Bühler (1837–1898)
- Ramakrishna Gopal Bhandarkar (1837–1925)
- Julius Eggeling (1842–1918)
- Paul Deussen (1845–1919)
- Vincent Arthur Smith (1848–1920)
- James Darmesteter (1849–1894)
- Francesco Lorenzo Pullè (1850-1934)
- Hermann Jacobi (1850–1937)
- Kashinath Trimbak Telang (1850–1893)
- Hermann Oldenberg (1854–1920)
- Arthur Anthony McDonell (1854–1930)
- Maurice Bloomfield (1855–1928)
- Mark Aurel Stein (1862–1943)
- P. T. Srinivasa Iyengar (1863–1931)
- Moriz Winternitz (1863–1937)
- Fyodor Shcherbatskoy (1866–1942)
- F.W. Thomas (1867–1956)
- S. Krishnaswami Aiyangar (1871–1947)
- John Hubert Marshall (1876–1958)
- Arthur Berriedale Keith (1879–1944)
- Pandurang Vaman Kane (1880–1972)
- Pierre Johanns (1882–1955)
- Andrzej Gawronski (1885–1927)
- Willibald Kirfel (1885–1964)
- Luigi Pio Tessitori (1887-1919)
- Heinrich Zimmer (1890–1943)
- Ervin Baktay (1890–1963)
- Mortimer Wheeler (1890–1976)
- B. R. Ambedkar (1891–1956)
- K. A. Nilakanta Sastri (1892–1975)
- Mahapandit Rahul Sankrityayan (1893–1963)
- V. R. Ramachandra Dikshitar (1896–1953)
- Dasharatha Sharma (1903–1976)
- Joseph Campbell (1904–1987)
- Murray Barnson Emeneau (1904–2005)
- Paul Thieme (1905–2001)
- Jean Filliozat (1906–1982)
- Alain Daniélou (1907–1994)
- F B J Kuiper (1907–2003)
- Thomas Burrow (1909–1986)
- Arthur Llewellyn Basham (1914–1986)
- Richard De Smet (1916–1997)
- Madeleine Biardeau (1922–2010)
- V.S. Pathak (1926–2003)
- Kamil Zvelebil (1927–2009)
- Tatyana Elizarenkova (1929–2007)
- Maurizio Taddei (1936–2000)
- Anncharlott Eschmann (1941–1977)

## Indologi contemporanei
- Vasudev Vishnu Mirashi (1893-1985)
- Ram Sharan Sharma (1919–), Founding Chairperson of Indian Council of Historical Research; Patna University
- Hermann Kulke (1938–)
- Heinrich von Stietencron University of Tübingen, Germany
- Stanley Wolpert (1927–)- University of California, Los Angeles (emeritus)
- Pinuccia Caracchi
- Bhadriraju Krishnamurti (1928–)- Osmania University
- Romila Thapar (1931–)- Jawaharlal Nehru University (emerita)
- Asko Parpola (1941–)- University of Helsinki (emeritus)
- Michael Witzel (1943–)- Harvard University
- Alessandro Grossato - Facoltà Teologica del Triveneto
- Ronald Inden- University of Chicago (emeritus)
- Fida Hassnain- S.P. College, Srinagar
- George L. Hart- University of California, Berkeley
- Iravatham Mahadevan- Indian Council of Historical Research
- Alexis Sanderson (1948–)- All Souls College, Oxford University
- Edwin Bryant- Rutgers University, New Jersey
- Gérard Fussman – Collège de France
- Stefano Piano - Università degli Studi di Torino
- Raffaele Torella - Università di Roma La Sapienza
- Gian Giuseppe Filippi - Università di Venezia
- Giuliano Boccali - Università degli Studi di Milano
- Francesco Sferra - Università degli Studi di Napoli L'Orientale
- Daniela Rossella - Università degli Studi di Potenza
- Richard Gombrich (17 luglio 1937-) - Università di Oxford